# القرن 16 ق م
القرن السادس عشر ق.م هو القرن الذي امتد من 1600 ق.م إلى 1501 ق.م.